# Línea 1 del Metro de Lima y Callao
La Línea 1 del Metro de Lima es la primera línea del metro de Lima y Callao en ser operativa. Se extiende desde el sur hacia el noreste de la metrópoli, atravesando un total de 26 estaciones a lo largo de 34,6 km de vía. Su operación está a cargo del consorcio GyM Ferrovías, conformado por las empresas Graña y Montero y Ferrovías. Tiene con una frecuencia de 3 minutos en hora pico (6.28 a 8.01 a. m. y 4.23 a 7.32 p. m.).
Conecta once distritos en un trayecto a nivel de superficie en la zona sur (6 estaciones) y en viaducto elevado (20 estaciones) en la zona centro-este y noreste de la ciudad. Su recorrido completo, entre las estaciones terminales Villa El Salvador y Bayóvar, se estima en 54 minutos de viaje. Y luego, se constató que completar el tramo total demora 57 minutos.
La línea tuvo dos aperturas al servicio del público dentro de la totalidad de su ruta. La primera, denominada primer tramo, que une el distrito de Villa El Salvador con el distrito de Lima, fue abierta en julio de 2011. La segunda, denominada segundo tramo, fue abierta en mayo de 2014, incorporando los distritos de El Agustino y San Juan de Lurigancho con el resto de la línea.
A lo largo de su historia, ha obtenido varios reconocimientos: es el viaducto elevado más extenso de Iberoamérica y Latinoamérica, el tercero más extenso de América, la línea de metro más extensa de América y fue el viaducto elevado de tren tipo metro más largo del mundo por varios años hasta la inauguración de la línea 1 del Metro de Wuhan, Hubei (actualmente el de Lima es el segundo), así como el mejor proyecto de ingeniería reconocida internacionalmente por ENR Best Global Projects.

## Historia

### Inicios
La historia de la línea 1, por ser la primera, es al mismo tiempo la historia del metro de Lima y Callao como sistema. Todo comienza en 1986, cuando el gobierno peruano convocó a un concurso público para la implementación de este sistema, siendo ganado por el Consorcio Tralima, de capitales italianos. Este consorcio inició con prontitud las obras de construcción de la infraestructura para un metro en viaducto elevado. El 17 de octubre de 1986, se colocó la "primera piedra" cerca del óvalo Higuereta, en lo que hoy es la estación Cabitos, habiendo sido la principal promesa que hiciera el recién electo alcalde de Lima y militante del entonces partido de gobierno, Jorge del Castillo.
Hubo un problema inmediato pues se necesitaba terreno para la maquinaria que llegaba de Italia. El presidente Alan García solicitó a Michel Azcueta, por entonces alcalde de Villa El Salvador y presidente de la Autoridad Autónoma del Parque Industrial de Villa El Salvador, un terreno adecuado y el alcalde logró la aprobación para donar un área de 120 000 metros cuadrados  en los terrenos del parque industrial al tren eléctrico, firmándose este convenio de donación entre el ministro de Vivienda del  gobierno de Alan García, Dr.Luis Bedoya Velez y Michel Azcueta, con lo cual pudieron comenzarse las obras. Por eso, el tren eléctrico existe por el apoyo que dio la Comunidad y Gobierno Local de Villa El Salvador. (Michel Azcueta. Centro de Documentación de la Historia de Villa El Salvador: Ministerio de Vivienda, Gestión Ministro Luis Bedoya Velez.)año 1987)
Seguidamente, se inició la construcción de un patio taller de 120 000 m² en el distrito de Villa El Salvador, al sur de la ciudad, destinado al parqueo de los trenes y al mantenimiento preventivo de los mismos. La construcción avanzó con relativa rapidez durante un par de años; sin embargo, cuando la construcción llegó al distrito de San Juan de Miraflores (específicamente al llegar a la estación Atocongo) el país se encontraba en una profunda crisis económica y social, lo que motivó que se paralizara la obra, luego de una inversión de 226 millones de dólares en cofinanciamiento con el gobierno italiano y bajo sospechas de soborno. Se inauguró solo 2 kilómetros, el 28 de abril de 1990 como un "tramo experimental" a finales del primer gobierno de Alan García.
De esta manera, el primer tramo de la línea 1 quedó incompleto, pese a que su recorrido original debía continuar por la avenida Aviación hasta llegar al Hospital Nacional Dos de Mayo, cerca del cruce con la avenida Miguel Grau, en el distrito de Lima. Asimismo, el presupuesto asignado se había agotado y sumado a varios cuestionamientos a la transparencia en el manejo de los recursos y a otros factores como la inflación y el terrorismo (este último dejaba a la capital sin energía eléctrica durante largos períodos) dejaron la obra paralizada, pese a que su extensión completa debería disponer de 20,8 km tal como se estipulaba en el Acta de Entendimiento suscrito el 8 de agosto de 1988.
Luego de una paralización de casi dos años y próximo vencimiento del primer contrato, en 1993 se recupera sus actividades de construcción. En ese periodo se construyeron las estaciones de pasajeros, se equipó la parte electromecánica y arribaron los 30 vagones de la serie MB-300 construidos por Ansaldo, Breda y Fiat Ferroviaria. Por este motivo, en 1995 la línea 1 pasó a ser considerada una obra inconclusa con una extensión de 9,2 km con 7 estaciones. Esta línea nunca inició operaciones comerciales debido a que no llegaba a las zonas céntricas y de alta demanda de la ciudad, quedándose para la posteridad como una obra inutilizable en la práctica. Por esta razón, los trenes operaron en vacío únicamente para evitar su deterioro y excepcionalmente transportaron pasajeros de manera gratuita cuando los transportistas de la capital paralizaban sus labores por causa de algún reclamo gremial. La obra permaneció paralizada que sin esperanzas que se concluya a corto plazo el proyecto, en 2001, el gobierno decidió entregar la administración de la obra y transferir la Autoridad Autónoma del Proyecto Especial Sistema Eléctrico de Transporte Masivo de Lima y Callao del entonces Ministerio de la Presidencia a la Municipalidad de Lima según el Decreto de Urgencia N.º 058-2001, con el fin de culminarlo. El gobierno municipal renombró a la institución como Autoridad Autónoma del Tren Eléctrico y a la obra como Tren Urbano de Lima, pero a pesar de las iniciativas no logró concretarse la obra. Así, pasarían casi veinte años en que el proyecto permanecería abandonado.

### Primer tramo
Luego de casi veinte años de paralización, en 2009, el Ministerio de Transportes y Comunicaciones recupera la AATE y retoma el proyecto a fin de culminar el primer tramo y prolongar su recorrido hasta el centro histórico de Lima.

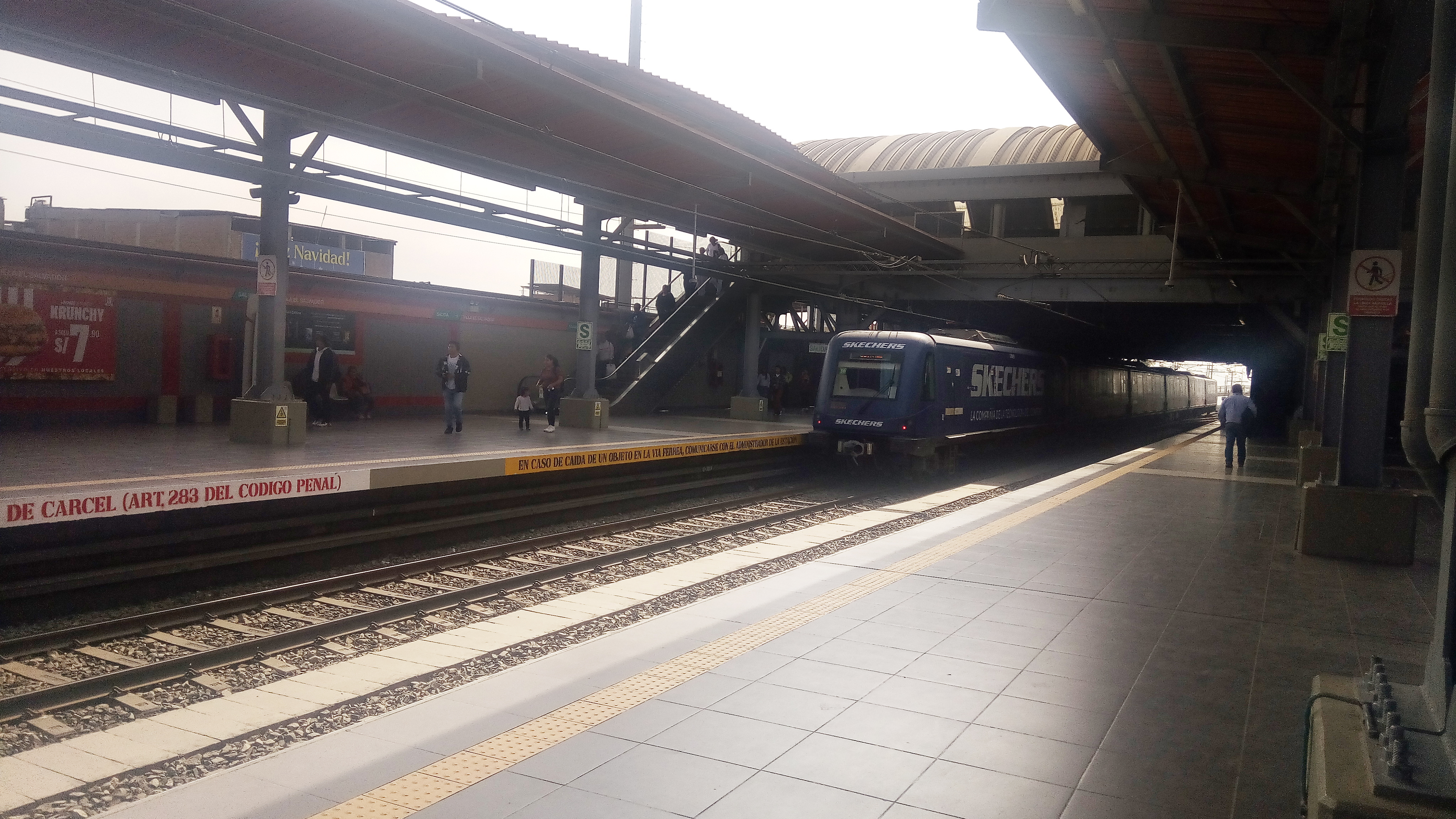
Estación Villa El Salvador en el 2024. Es la primera estación de la línea 1.

El Consorcio Tren Eléctrico de Lima, conformado por las empresas Odebrecht y Graña y Montero, se encargaron de la construcción de la infraestructura faltante de la línea 1 a partir del 2 de marzo de 2010. Una vez culminada la obra, se inauguró el 11 de julio de 2011 por el entonces presidente Alan García Pérez, en una ceremonia que se celebró en la estación Miguel Grau, después de hacer un recorrido desde la estación La Cultura donde se embarcó.

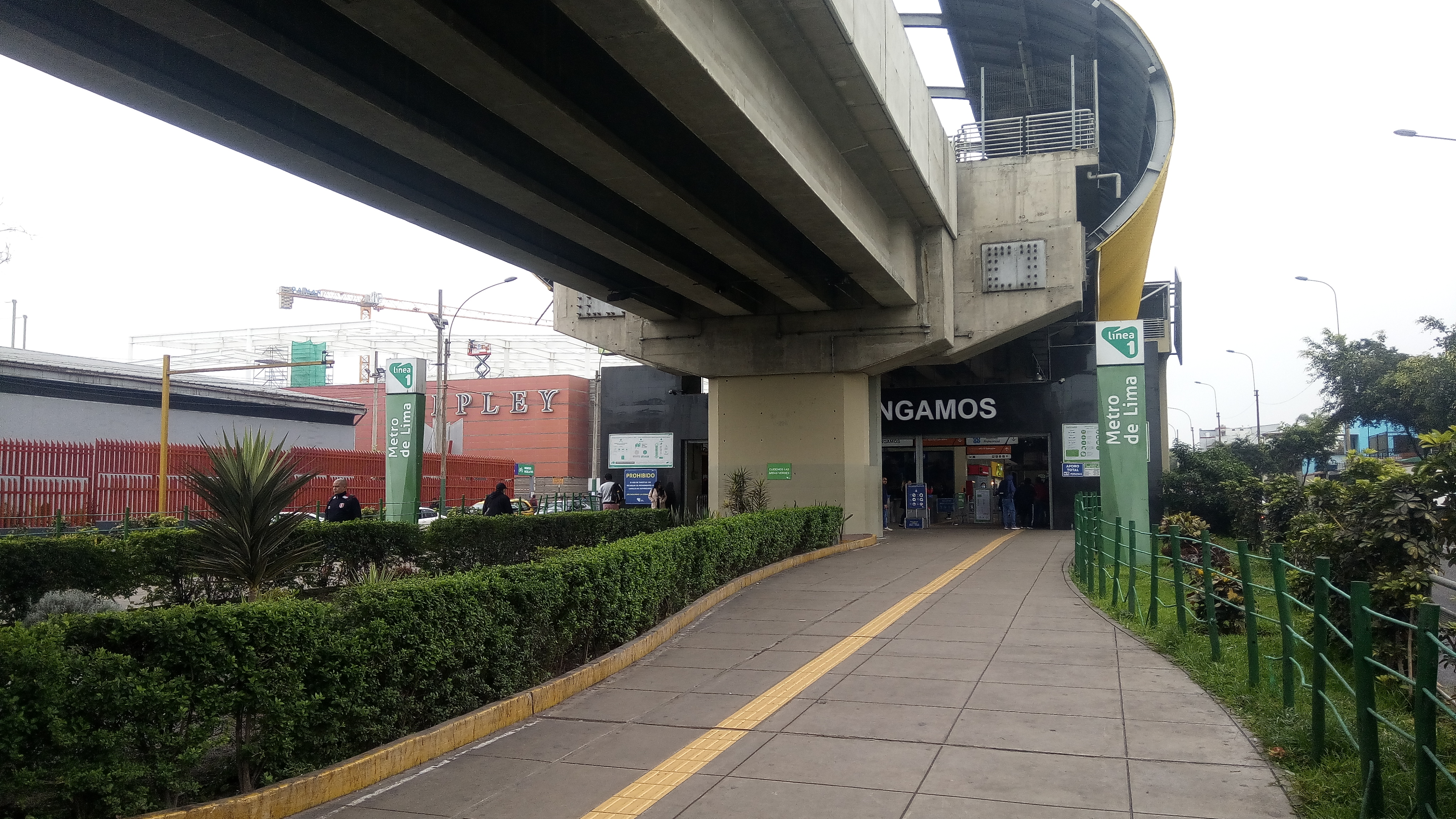
Entrada a la estación Angamos de la línea 1 del metro de Lima y Callao.

Se ejecutó en paralelo el proceso para que Proinversión (Agencia de Promoción de la Inversión Privada del Perú) otorgue en concesión la operación y el mantenimiento de toda la línea (primer y segundo tramo) por un período de 30 años. El ganador fue el Consorcio Tren Lima - Línea 1 (actual GyM Ferrovías), conformado por Graña y Montero y la argentina Ferrovías.
La línea 1 inició su pre-operación a partir del 3 de enero de 2012, y su operación comercial inició el 5 de abril de 2012, después del período de pruebas que duró aproximadamente tres meses. Se calcula que la demanda de aquel primer tramo osciló entre 140 mil usuarios por día.

### Segundo tramo

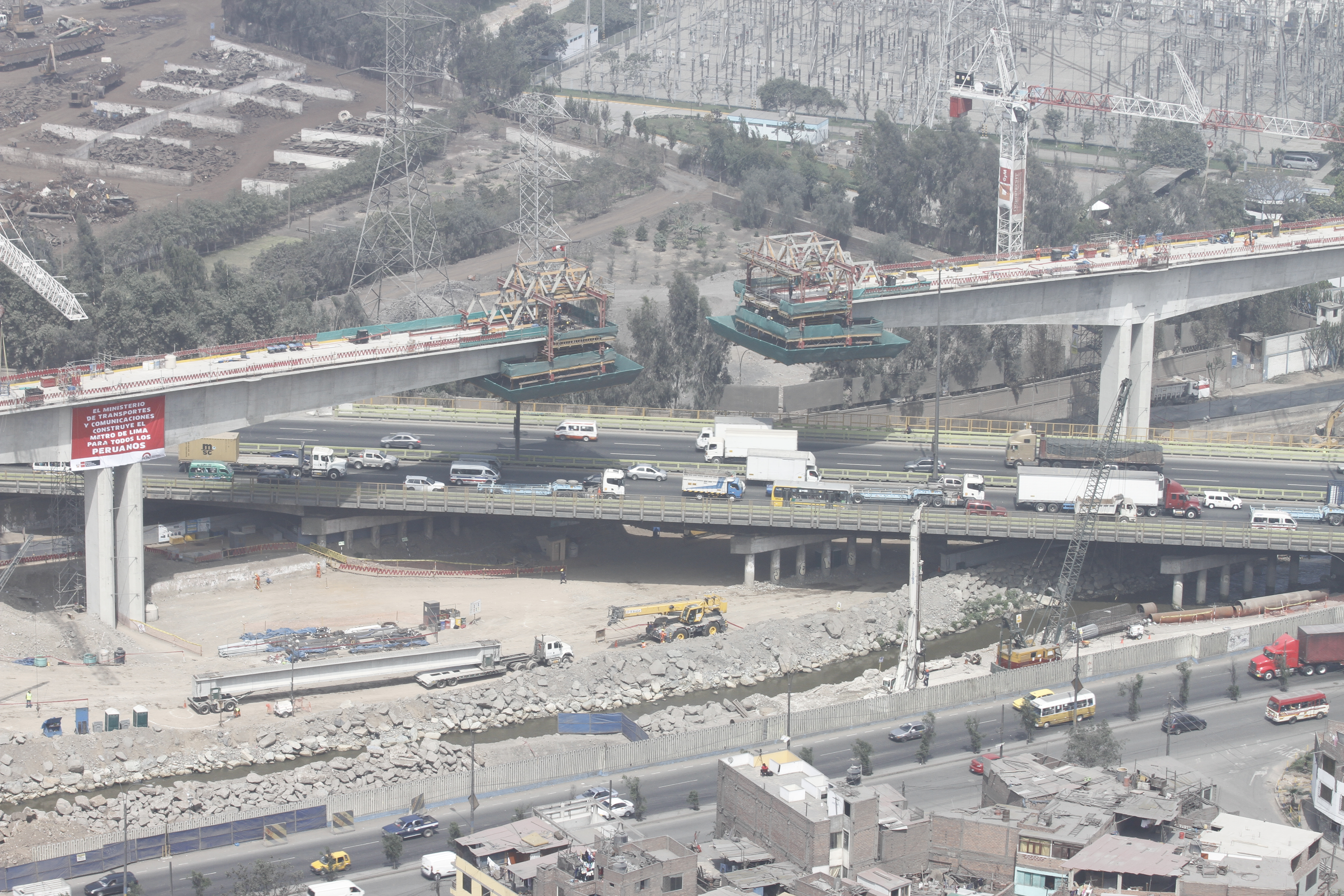
Construcción del Puente Huáscar para el recorrido del Metro de Lima.

El expresidente Alan García Pérez, antes de culminar su periodo gubernamental en julio de 2011, anunció el inicio de los estudios para la continuación de la línea 1 hasta la estación Bayóvar en el distrito de San Juan de Lurigancho. Por su parte, el Ministerio de Transportes y Comunicaciones otorgó la buena pro para la construcción del segundo y último tramo de dicha línea al Consorcio Metro de Lima (anteriormente llamado Consorcio Tren Eléctrico de Lima), conformado por Graña y Montero y Odebrecht Perú.

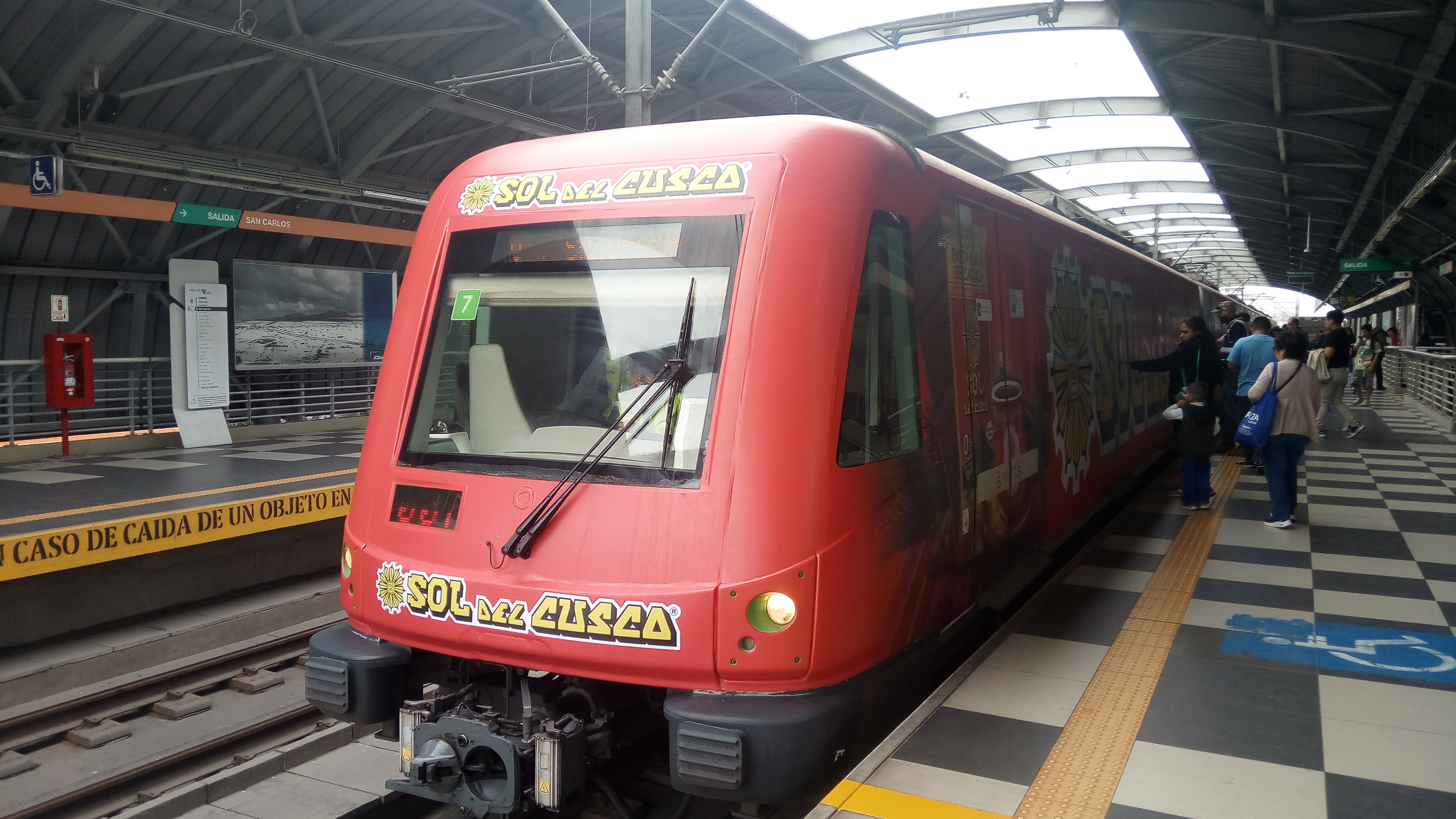
Tren Alstom Metropolis 9000 en la Estación San Carlos.

La construcción del segundo tramo de la línea 1 se inició el 10 de abril de 2012, en San Juan de Lurigancho (cerca de la estación Bayóvar), y en paralelo también, en la zona de la avenida Miguel Grau. El proyecto contempló dos puentes de 240 metros de largo cada uno que cruzan el río Rímac y la vía de Evitamiento, así como 12,4 kilómetros de viaducto elevado. Al entregarse la obra terminada del segundo tramo el 12 de mayo de 2014, la línea 1 quedó completada, convirtiéndose así en una de línea de metro elevado con una extensión de 34,6 kilómetros y 26 estaciones.

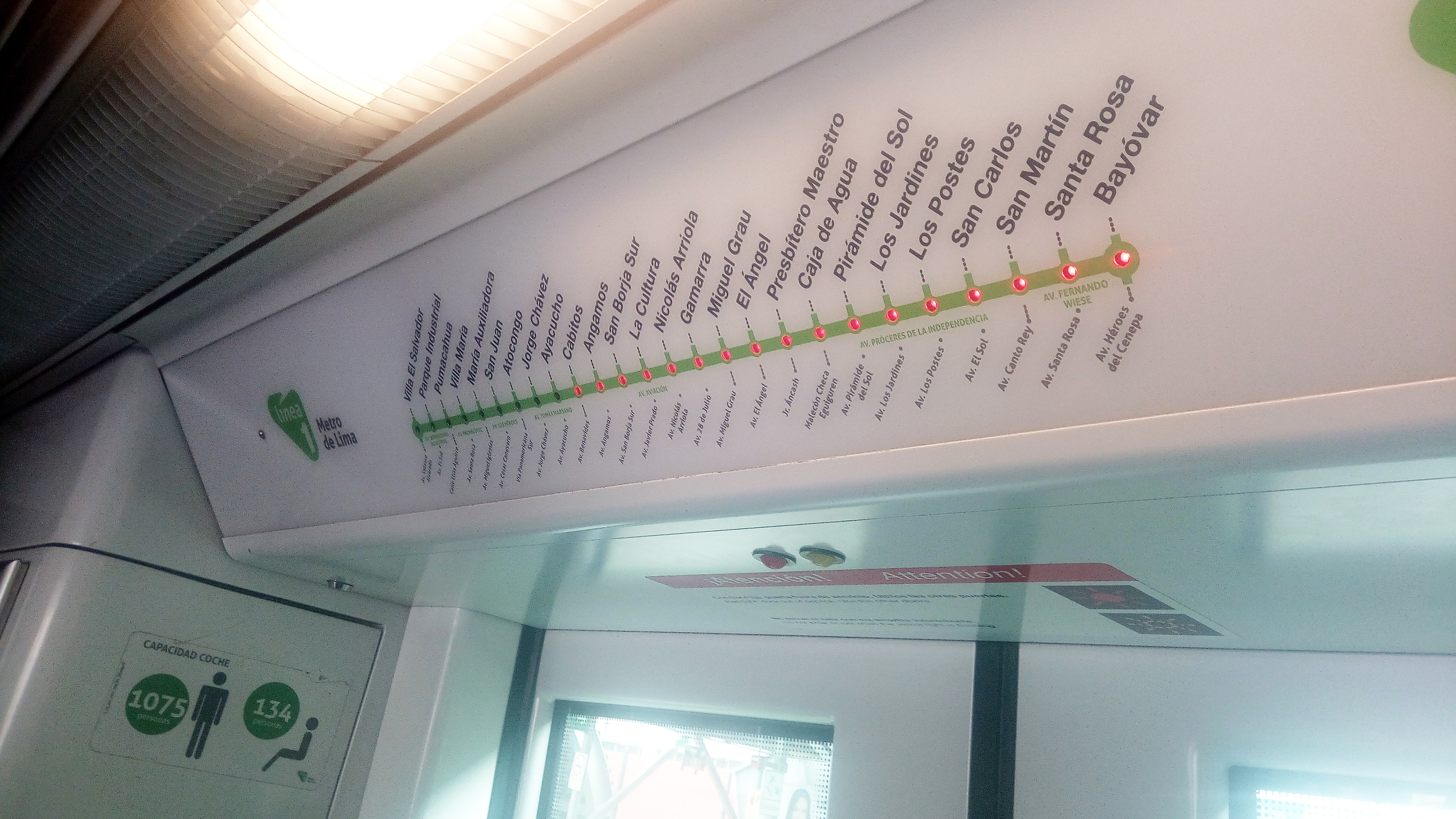
Pantalla de recorrido sobre las puertas del tren.

Finalmente, el 25 de julio de 2014 y después de unos tres meses de pruebas en vacío, se dio inicio a las operaciones comerciales con público en la totalidad de la línea 1.
La demanda alcanzó aproximadamente 220,000 usuarios con este segundo tramo en funcionamiento desde el mes de julio de 2014, ampliando el alcance desde la estación Miguel Grau hasta la estación Bayóvar en el distrito de San Juan de Lurigancho, utilizando los diecinueve trenes adicionales Alstom Metrópolis 9000 en actual operación. Esos trenes arribaron desde España a partir de diciembre del 2012 (dos trenes de cinco vagones cada uno por mes), completando así la flota para toda la línea 1 en 2013.
En el distrito de San Juan de Lurigancho, la puesta en funcionamiento de la línea en 2014, impactó en el número de negocios, abriéndose 999 nuevos establecimientos en la avenida Próceres de la Independencia.

### Mejoras en el servicio

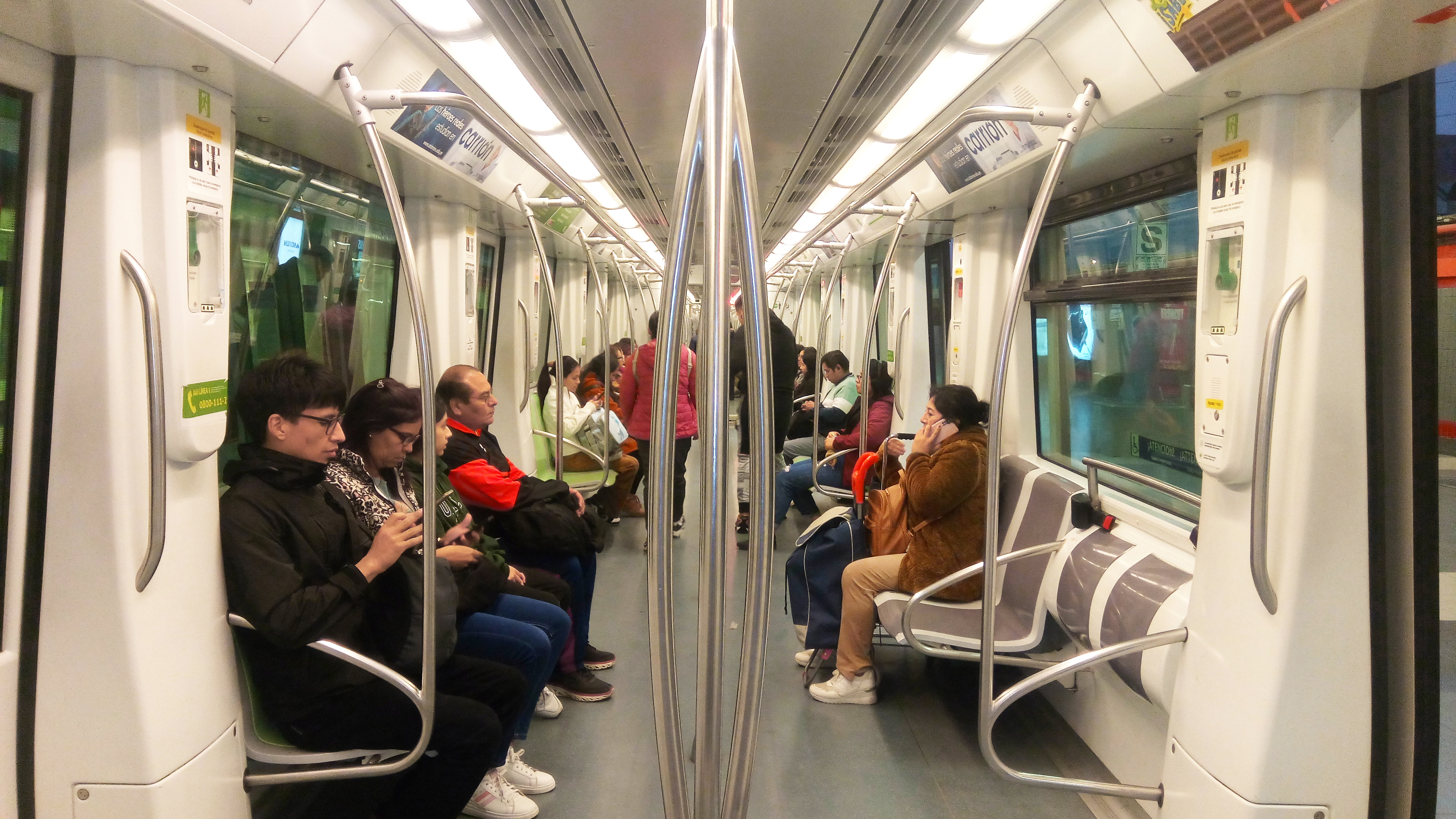
Interior de un tren de la línea 1, climatizado con aire acondicionado.

A fines de 2015, se registró una demanda de aproximadamente 320 000 pasajeros por día, que constituye una cifra estimada para 2035. Debido a este incremento de pasajeros, el Ministerio de Transportes y Comunicaciones y el consorcio operador de la línea 1 firmaron una adenda para la adquisición adicional de trenes Alstom Metrópolis 9000 con el objetivo de reducir la frecuencia de tiempo y aliviar el colapso de las estaciones de mayor demanda de pasajeros.

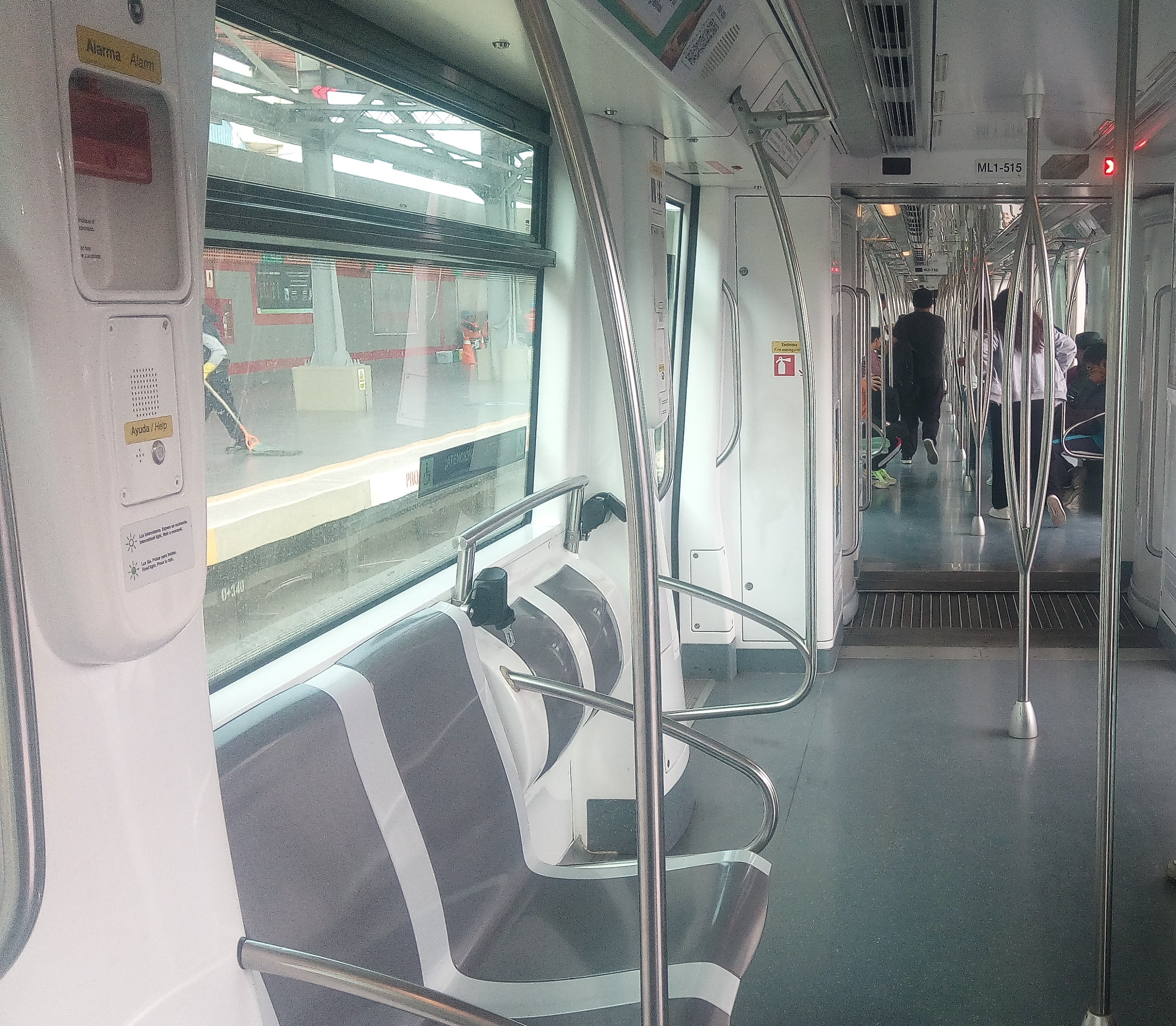
Los trenes de la línea 1 cuentan con espacios reservados para sillas de ruedas.

Tras incorporarse 20 trenes nuevos y 39 coches sueltos para dotar de 6 coches a los 39 trenes que solo tenían 5 coches, además de la construcción de nuevos ingresos en las estaciones más concurridas y en el sistema en general. En diciembre de 2019, se alcanzó la cifra récord de 692 000 pasajeros transportados en un día, gracias a las mejoras realizadas en la línea 1.
En 2019, se transportó un total de 170 280 168 pasajeros, lo que constituye un incremento del 37.2 % respecto a los pasajeros transportados el año anterior.

### Proyectos futuros

#### Futura estación Veintiocho de Julio
La línea 1 tendrá una nueva estación en el cruce de las avenidas Veintiocho de Julio y Aviación, en el límite de los distritos La Victoria y Lima, la cual servirá de intercambio con una de las estaciones subterráneas de la línea 2. Ambos sistemas se conectarán a través de un terminal ubicado debajo de la intersección de las vías mencionadas.
El 20 de enero de 2024, el ministro de Transportes y Comunicaciones Raúl Pérez Reyes confirmó que se viene trabajando para que los usuarios puedan tener una futura interconexión con la línea 1 a través de una estación estratégica, esta nueva estación permitirá la interconexión y que el ciudadano se conecte con la línea 2 o viceversa dentro del sistema y no tenga que salir a la calle.
Futura conexión con otras líneas del Metro
Esta va a tener correspondencias con todas las líneas del Metro, excepcionando a la línea 5.
Conexión con la línea 4 en la estación La Cultura.
Conexión con la línea 3 en las estaciones Cabitos y Atocongo (esta estación será renombrada a Los Héroes).
Conexión con la línea 6 en la estación Angamos.
Futura conexión con línea férrea del ferrocarril Lima-Chosica
Esta va a tener una estación de transferencia  a la altura de la Estación Presbítero Maestro.
Futura conexión con el Metropolitano
Esta va a tener una estación de transferencia  a la altura de la Estación Grau.

#### Extensión hacia el sur
Debido a que, los distritos ubicados al sur del distrito de Villa El Salvador no cuentan con cobertura actual, y la estación final Villa El Salvador muestra alta congestión de usuarios, la Autoridad Autónoma del Tren Eléctrico (actual ATU) presentó el proyecto de ampliación de la línea 1, siguiendo su trazo por la avenida Separadora Industrial hacia el sur, con dos nuevas estaciones: Mariátegui y Pachacámac. Estas permitirán descongestionar la actual estación Villa El Salvador y proyectar la línea con miras a integrarse al terminal del tren de cercanías Lima-Ica, además de llegar a los Humedales de Mamacona, el Santuario de Pachacámac y el recién inaugurado Museo Nacional.
En 2025, el Congreso de la República aprobó la Ley 32194 que declara de necesidad pública e interés nacional diversos proyectos y obras de infraestructura en diferentes departamentos del Perú, entre ellos la ampliación de la línea hasta el distrito de Lurín.

## Estaciones
Se muestran las estaciones en sentido sur a noreste:
| Nro. | Estación            | Inauguración                                                 | Distancia (en km) | Ubicación                                                 | Distrito                                         | Combinaciones   | Acceso para discapacitados | Característica |
| ---- | ------------------- | ------------------------------------------------------------ | ----------------- | --------------------------------------------------------- | ------------------------------------------------ | --------------- | -------------------------- | -------------- |
| 1    | Villa El Salvador   | 28 de abril de 1990                                          | 0,94              | Av. Separadora Industrial con Av. Velasco Alvarado        | Villa El Salvador                                |                 | Acceso para discapacitados | Superficie     |
| 2    | Parque Industrial   | 28 de abril de 1990                                          | 2,35              | Av. Separadora Industrial con Av. El Sol                  | Villa El Salvador                                |                 | Acceso para discapacitados | Superficie     |
| 3    | Pumacahua           | 28 de abril de 1990                                          | 4,18              | Av. La Unión con Ca. Capitán Elías Aguirre                | Villa María del Triunfo                          |                 | Acceso para discapacitados | Superficie     |
| 4    | Villa María         | 28 de abril de 1990                                          | 5,66              | Av. Pachacútec con Av. Santa Rosa                         | Villa María del Triunfo                          |                 | Acceso para discapacitados | Superficie     |
| 5    | María Auxiliadora   | 28 de abril de 1990                                          | 6,75              | Av. Pachacútec con Jr. Angamos / Av. Pachacútec con Av. 1 | Villa María del Triunfo y San Juan de Miraflores |                 | Acceso para discapacitados | Superficie     |
| 6    | San Juan            | 28 de abril de 1990                                          | 7,95              | Av. Los Héroes con Av. César Canevaro                     | San Juan de Miraflores                           |                 | Acceso para discapacitados | Superficie     |
| 7    | Atocongo            | 28 de abril de 1990                                          | 9,56              | Av. Los Héroes con Av. Antonio Buckingham                 | San Juan de Miraflores                           |                 | Acceso para discapacitados | Elevada        |
| 8    | Jorge Chávez        | 11 de julio de 2011                                          | 11,14             | Av. Tomás Marsano con Av. Andrés Tinoco                   | Santiago de Surco                                |                 | Acceso para discapacitados | Elevada        |
| 9    | Ayacucho            | 11 de julio de 2011                                          | 12,24             | Av. Tomás Marsano con Av. Ayacucho                        | Santiago de Surco                                |                 | Acceso para discapacitados | Elevada        |
| 10   | Cabitos             | 17 de octubre de 1986 (primera piedra) / 11 de julio de 2011 | 13,21             | Av. Aviación con Óvalo Higuereta / Cabitos                | Santiago de Surco                                |                 | Acceso para discapacitados | Elevada        |
| 11   | Angamos             | 11 de julio de 2011                                          | 15,16             | Av. Aviación con Av. Angamos Este                         | San Borja                                        |                 | Acceso para discapacitados | Elevada        |
| 12   | San Borja Sur       | 11 de julio de 2011                                          | 16,27             | Av. Aviación con Av. San Borja Sur                        | San Borja                                        |                 | Acceso para discapacitados | Elevada        |
| 13   | La Cultura          | 11 de julio de 2011                                          | 17,81             | Av. Aviación con Av. Javier Prado Este                    | San Borja                                        | 201 204 206 209 | Acceso para discapacitados | Elevada        |
| 14   | Nicolás Arriola     | 11 de julio de 2011                                          | 19,51             | Av. Aviación con Av. Nicolás Arriola                      | La Victoria                                      |                 | Acceso para discapacitados | Elevada        |
| 15   | Gamarra             | 11 de julio de 2011                                          | 20,53             | Av. Aviación con Jr. Hipólito Unanue                      | La Victoria                                      |                 | Acceso para discapacitados | Elevada        |
| 16   | Veintiocho de Julio | Pendiente                                                    | 21,14             | Av. Aviación con Av. Veintiocho de Julio                  | La Victoria                                      |                 | Acceso para discapacitados | Elevada        |
| 17   | Miguel Grau         | 11 de julio de 2011                                          | 21,89             | Av. Miguel Grau con Av. Nicolás Ayllón                    | Lima                                             |                 | Acceso para discapacitados | Elevada        |
| 18   | El Ángel            | 12 de mayo de 2014                                           | 22                | Av. Locumba con Av. El Ángel (Cementerio)                 | Lima y El Agustino                               |                 | Acceso para discapacitados | Elevada        |
| 19   | Presbítero Maestro  | 12 de mayo de 2014                                           | 23,45             | Av. Locumba con Ca. Rivera y Dávalos                      | Lima                                             |                 | Acceso para discapacitados | Elevada        |
| 20   | Caja de Agua        | 12 de mayo de 2014                                           | 25,10             | Av. Próceres de la Independencia con Ca. El Tumi          | San Juan de Lurigancho                           | 404 405 409 412 | Acceso para discapacitados | Elevada        |
| 21   | Pirámide del Sol    | 12 de mayo de 2014                                           | 26,51             | Av. Próceres de la Independencia con Av. Pirámide del Sol | San Juan de Lurigancho                           | 404 405 412     | Acceso para discapacitados | Elevada        |
| 22   | Los Jardines        | 12 de mayo de 2014                                           | 27,88             | Av. Próceres de la Independencia con Av. Los Jardines     | San Juan de Lurigancho                           | 404 405 412     | Acceso para discapacitados | Elevada        |
| 23   | Los Postes          | 12 de mayo de 2014                                           | 29,19             | Av. Próceres de la Independencia con Av. Los Postes       | San Juan de Lurigancho                           | 404 405 412     | Acceso para discapacitados | Elevada        |
| 24   | San Carlos          | 12 de mayo de 2014                                           | 30,92             | Av. Próceres de la Independencia con Av. El Sol           | San Juan de Lurigancho                           | 404 405 412     | Acceso para discapacitados | Elevada        |
| 25   | San Martín          | 12 de mayo de 2014                                           | 32,02             | Av. Fernando Wiese con Av. Canto Rey                      | San Juan de Lurigancho                           | 404 405 412     | Acceso para discapacitados | Elevada        |
| 26   | Santa Rosa          | 12 de mayo de 2014                                           | 33,07             | Av. Fernando Wiese con Av. Santa Rosa                     | San Juan de Lurigancho                           | 404 405 412     | Acceso para discapacitados | Elevada        |
| 27   | Bayóvar             | 12 de mayo de 2014                                           | 34,19             | Av. Fernando Wiese con Av. Héroes del Cenepa              | San Juan de Lurigancho                           | 404 405 412     | Acceso para discapacitados | Elevada        |

## Material rodante

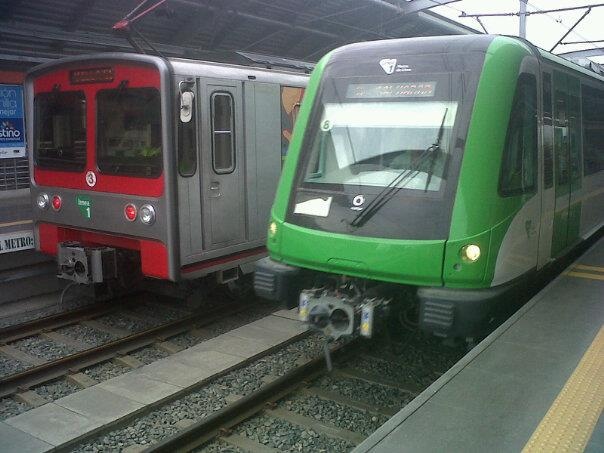
La unidad de la derecha es un Alstom Metrópolis 9000 y la unidad de la izquierda es un AnsaldoBreda MB-300.

La línea 1 empezó a operar en 2011, con una flota de veinticuatro (24) trenes, compuesta por cinco trenes AnsaldoBreda (de seis coches cada uno) y diecinueve trenes Alstom (de cinco coches articulados cada uno). Sin embargo, en 2014, el MTC determinó la necesidad de incrementar el número de trenes de la línea 1, a fin de reducir el tiempo de espera en las estaciones de 6 a 3 minutos. Para ello, se acordó con el consorcio operador, la compra de 20 trenes de 6 vagones cada uno y 39 vagones adicionales que complementaran a los convoyes ya existentes, los cuales pasarían de una configuración de 5 a 6 vagones, estimándose que los primeros dos trenes llegasen a finales del 2017 y los restantes durante el 2018. Así, para febrero de 2018, el consorcio operador había recibido y puesto en operación 4 nuevos trenes Alstom, incrementándose la flota a un total de 28 trenes, a los cuales se sumaron 4 trenes poco tiempo después, por lo que a finales de abril de 2018 la flota alcanzó un total de 32 trenes. Para agosto de 2018, la cantidad de trenes se había incrementado a 40 unidades, pasando a 42 unidades en octubre de 2018. Finalmente, en diciembre de 2018 se incorporaron los dos trenes restantes, quedando la flota con un total de 44 unidades.

### AnsaldoBredaMB-300
| País de fabricación    | Italia                                      |
| Periodo de Fabricación | 1989-1994                                   |
| Número de vagones      | 6 coches                                    |
| Capacidad              | 1200 pasajeros                              |
| Velocidad máxima       | 90 km/h                                     |
| Dimensión              | Longitud: 107m / Ancho: 2.85m / Alto: 3.67m |
| Unidades disponibles   | 5 unidades                                  |

### AlstomMetrópolis 9000
| País de fabricación    | España                                      |
| Periodo de Fabricación | 2011 - 2013; 2016 - 2018                    |
| Número de vagones      | 6 coches articulados                        |
| Capacidad              | 1200 pasajeros                              |
| Velocidad máxima       | 80 km/h                                     |
| Dimensión              | Longitud: 102m / Ancho: 2.71m / Alto: 3.86m |
| Unidades disponibles   | 39 unidades                                 |

## Mejoras en la Línea 1

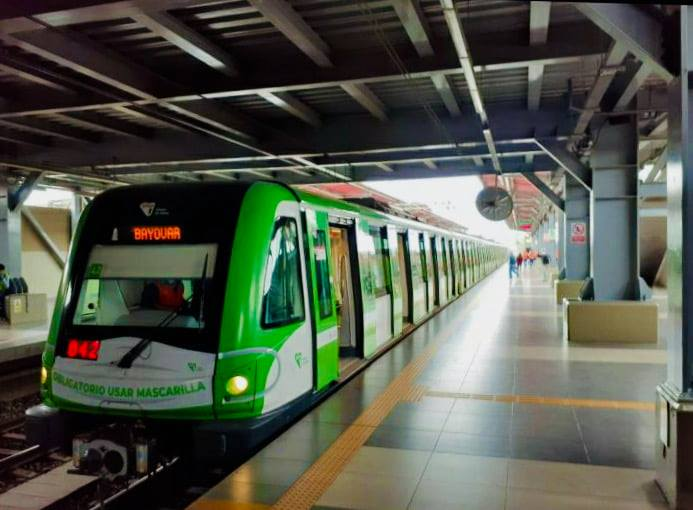
Tren circulando por la Línea 1 en 2020.

### Mejoras en infraestructura
La firma de la adenda entre el operador del metro y el gobierno peruano incluye también mejoras en infraestructura como:
- Reforzar el sistema eléctrico en el tramo 1 comprendida desde la estación Villa el Salvador hasta la estación Miguel Grau.
- Mejorar la accesibilidad de los clientes y dar mayor fluidez al servicio vía la ampliación de las estaciones La Cultura, Grau, Gamarra, Bayóvar y Villa El Salvador, que son las de mayor afluencia actualmente.
- Para el guardado de los nuevos trenes se construirán cocheras adicionales en el patio de Bayóvar.
- Para facilitar las maniobras de trenes en la vía y restablecer el servicio con mayor rapidez en caso de una contingencia, se incorporarán 8 cambiavías dobles.
- Buscando mayor seguridad y confiabilidad en el ingreso y salida de trenes, se construirá el segundo acceso al patio de trenes en Villa el Salvador.

### Ampliación de horarios de servicio
Con el objetivo de seguir mejorando la calidad de vida de la población de la ciudad, desde febrero de 2020 se amplió en horario de servicios, que son los siguientes:
| Días                       | Horario    | Frecuencia de trenes                        |
| -------------------------- | ---------- | ------------------------------------------- |
| Lunes a viernes            | 5:30-22:30 | 3 minutos hora punta 6 minutos hora valle   |
| Sábado, domingo y feriados | 6:00-22:00 | 4 minutos hora punta 6-9 minutos hora valle |

Actualmente, debido a la situación que atraviesa el país y a los cambios del horario del aislamiento social obligatorio, la Línea 1 puede ir variando la frecuencia de los trenes según vea conveniente y favorable para controlar la aglomeración de personas en estaciones y trenes.

### Propuestas de ampliación (Lurín-Ica)
El 7 de octubre de 2014, el MTC informó que ha recibido propuestas del sector privado para la ampliación de la línea 1 hasta el distrito de Lurín. Estas iniciativas están siendo evaluadas en el marco de la posible construcción de un tren de cercanías, el cual tendría su estación de inicio en Lurín.
En enero de 2025, se informó que la Línea 1 del Metro de Lima planea ampliar su recorrido en casi 14 kilómetros para llegar hasta el distrito de Lurín, y permitir su interconexión con el tren de cercanías que se construirá hacia la región de Ica Además. se reportó que el servicio puede comprender siete nuevas estaciones y que esta ampliación es necesaria para favorecer el desarrollo del proyecto del ferrocarril Lima-Ica.

## Tarifas
| Concepto           | Beneficiarios                                                                      | Costo   |
| ------------------ | ---------------------------------------------------------------------------------- | ------- |
| Emisión de tarjeta | Pasajeros en general.                                                              | S/ 5.00 |
| Pasaje Adulto      | Pasajeros en general.                                                              | S/ 1.50 |
| Pasaje Medio       | Estudiantes de: Colegios. Institutos superiores. Universidades.                    | S/ 0.75 |
| Pasaje Libre       | - Miembros de la Policía. - Cuerpo General de Bomberos. - Niños menores de 6 años. | S/ 0.00 |

## Arte y cultura
El arte y cultura del Metro de Lima empezó a mediados de 2012, a través del proyecto Arte Vecinal, iniciativa impulsada con coordinación con el Ministerio de la Cultura por el consorcio de la línea 1 como parte de la responsabilidad social de la empresa. Esta iniciativa promueve el arte y la cultura en algunas estaciones más concurridas de la línea 1 como conciertos, expresiones artísticas, exhibiciones de hechos importantes y obras de teatro. No obstante, también se ha realizado periódicamente el interés por incentivar la lectura y la literatura peruana e internacional como las realizados programas de cuentacuentos o exhibiciones de afiches de libros de diversos temas de interés.
Asimismo, desde 2014, existieron diferentes expresiones artísticas en los muros por donde transita los trenes de la línea 1 en su trayecto a nivel, y también en los pilares y estaciones del metro en el distrito de San Juan de Lurigancho.

## Galería

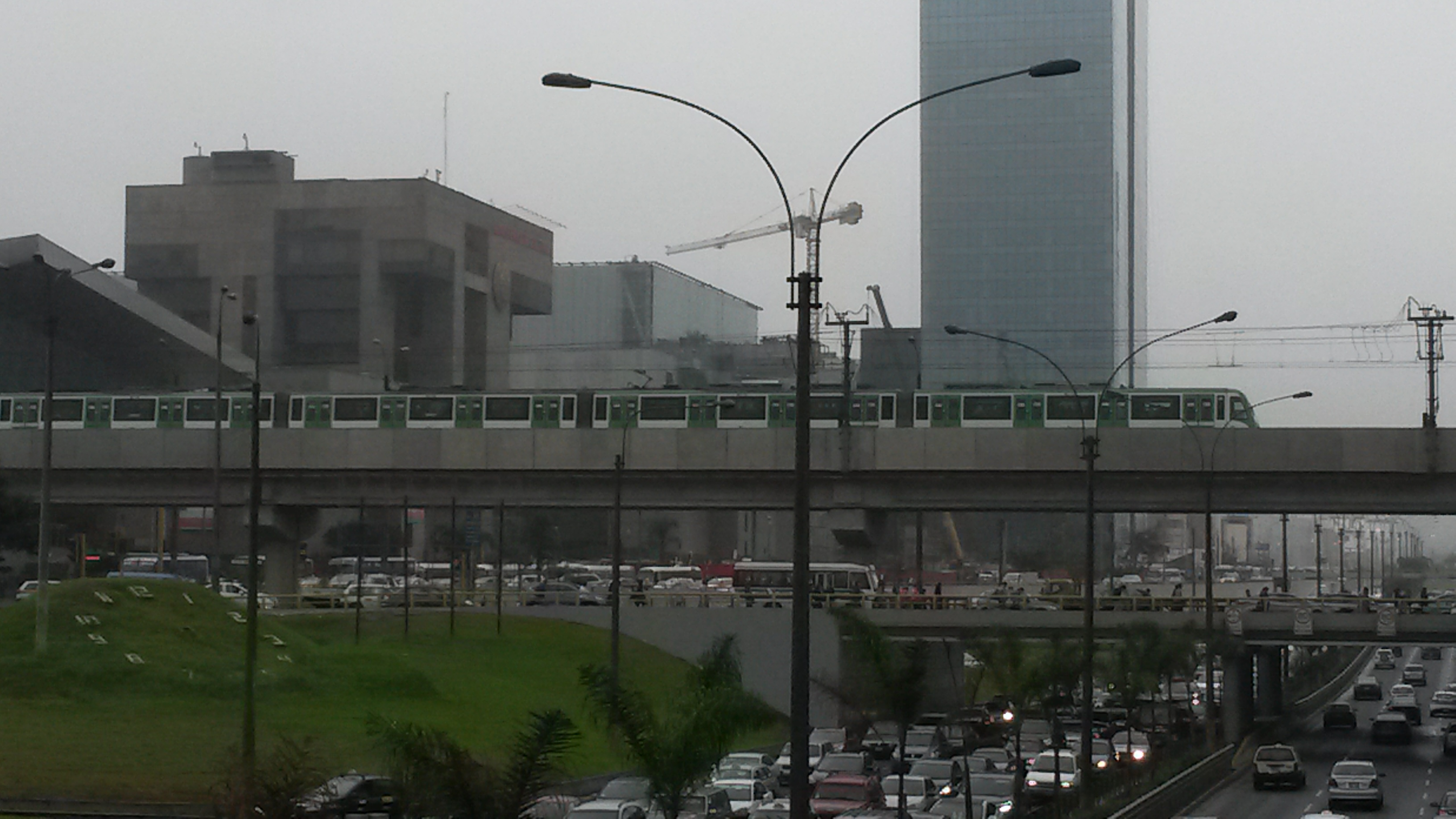
Tren partiendo de la estación La Cultura.
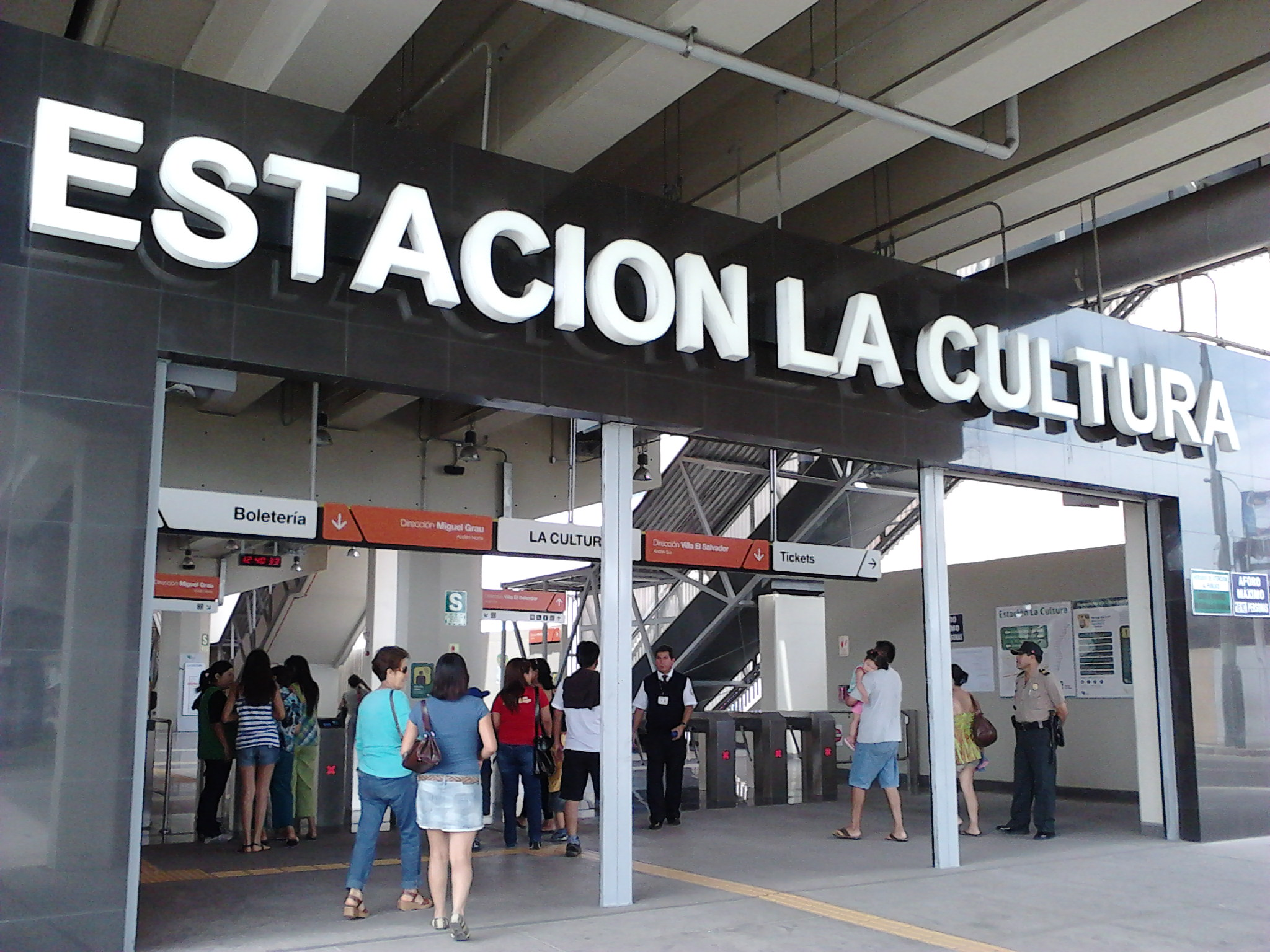
Ingreso a la estación La Cultura.
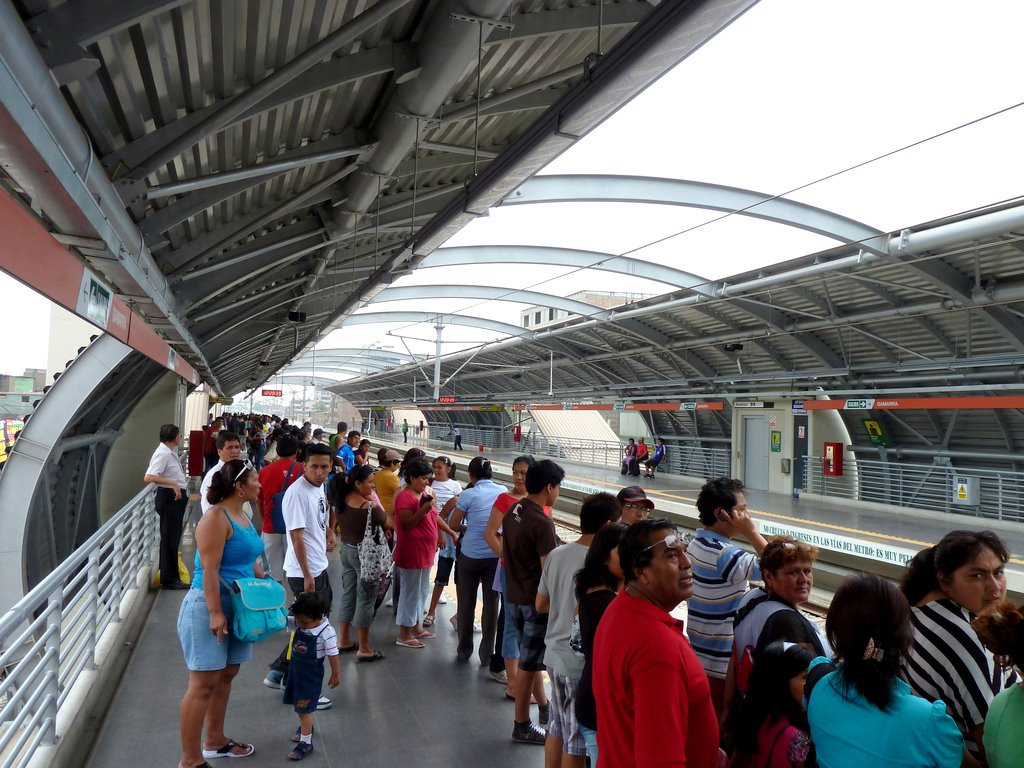
Estación Gamarra.